# Johannes von Warendorf (Domherr, † 1350)
Johannes von Warendorf (* im 13. Jahrhundert; † im 14. Jahrhundert) war von 1314 bis 1350 Domherr in Münster.

## Leben
Johannes von Warendorf entstammte dem ursprünglich Warendorfer Adelsgeschlecht Warendorf, das zu den Erbmännerfamilien in Münster gehörte. Zahlreiche namhafte Persönlichkeiten sind aus ihm hervorgegangen. Er darf nicht dem gleichnamigen Johannes von Warendorf, der Ende des 14. bzw. Anfang des 15. Jahrhunderts Domherr in Münster war, verwechselt werden. Er, Albert Kerckerinck und Bernhard Travelmann gehörten zu den wenigen Angehörigen einer Patrizierfamilie, denen zu dieser Zeit die Aufnahme in das Domkapitel gelungen ist. Ab 1392 war dies vorübergehend nicht mehr möglich, denn das Domkapitel gab sich ein Statut, nach dem nur Personen adliger Abstammung der Zugang zu diesen Ämtern möglich war. Diese Regelung führte zum sog. Erbmännerstreit. 1557 versuchte Johann Schencking, diese Sperre zu durchbrechen. Mit diesem Streit, bei dem sich Johann Ludwig von Kerckerinck eifrig für die Interessen der Erbmänner einsetzte, beschäftigte sich das Reichskammergericht über lange Zeit und stellte 1685 in einem Urteil die Ritterbürtigkeit der Erbmänner fest. Domkapitel und Ritterschaft wehrten sich dagegen und legten Revision ein. 1709 bestätigte Kaiser Joseph I. dieses Urteil. Das Domkapitel widersetzte sich weiterhin und erst nach einer Strafandrohung durch Kaiser Karl VI. gab es seinen Widerstand auf.
Johannes findet am 26. Januar 1300 als Offizial von Friesland urkundliche Erwähnung. Zu dem Zeitpunkt war er noch kein Domherr zu Münster, denn in dieser Funktion wird er erstmals am 25. November 1314 genannt. Er blieb bis zu seinem Tode (vor Mai 150) in seinen Ämtern. Die Quellenlage gibt über sein Wirken keinen Aufschluss.